# Aino Niemi
Aino Niemi (7 febbraio 1999) è una cantante finlandese.

## Biografia
Aino Niemi ha iniziato a cantare ai karaoke all'età di 13 anni, e un anno dopo ha vinto il suo primo concorso di tango. È salita alla ribalta nel 2017 con la sua incoronazione a regina al festival del tango e della musica schlager finlandese Seinäjoen Tangomarkkinat, che le ha fruttato il suo primo contratto discografico con la Sony Music Finland. All'età di 18 anni, è la vincitrice più giovane nella storia del festival. Il suo album di debutto, Tangokuningatar 2017, è uscito nel novembre dello stesso anno. In seguito alla sua vittoria al festival, ha avviato un'intensa attività concertistica in giro per la Finlandia.

## Discografia

### Album
- 2017 – Tangokuningatar 2017

### Singoli
- 2017 – Valoa ikkunassa